# Jiří Blažek (výtvarník)
Jiří Blažek (20. března 1934 Průhonice – 28. června 2024) byl český výtvarník, akademický malíř a karikaturista.

## Život
Narodil se učitelům Emílii a Františkovi Blažkovým. Od mládí měl vztah k umění a sportu. Byl posledním náčelníkem průhonických sokolů, výraznou osobností místního amatérského divadla a hráčem na banjo.
Po studiu na Státní grafické škole v Praze absolvoval UMPRUM v ateliéru profesora Adolfa Hoffmeistera.

## Tvorba
Vytvořil několik tisíc karikatur význačných osobností, např. pro časopisy Typografia, Kultura, Kulturní tvorba, Plamen, Hudební rozhledy.
Jako výtvarník animovaných filmů pracoval pro studio Bratři v triku Krátkého filmu Praha nebo Československou televizi Praha a Bratislava. Věnoval se večerníčkům (např. Kouzelník Mařenka, Dům ve sluneční ulici, Pohádky z šípkového keře), reklamám i vzdělávacím filmům.
Výtvarně spolupracoval s architekty při tvorbě výstav v tuzemsku i zahraničí.